# زک هولتزمن

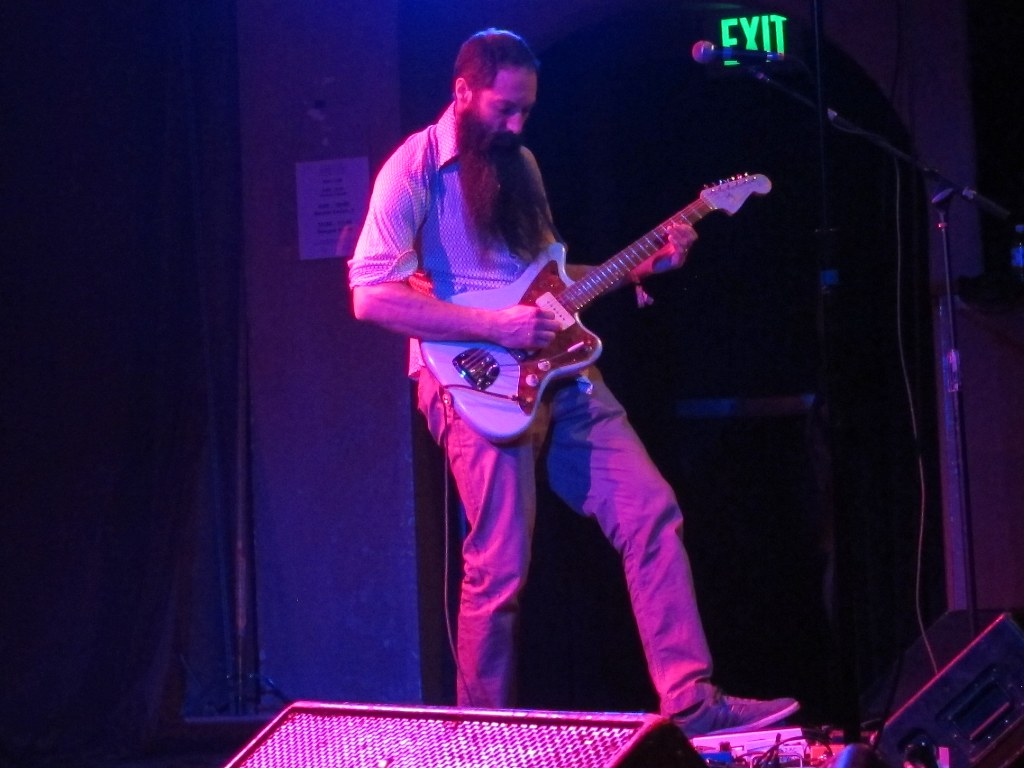
زک هولتزمن در حال همنوازی با دنگ فیور در سال 2012

زک هولتزمن گیتاریست متولد امریکا و یکی از بنیانگذاران گروه دنگ فیور است.

## دیزل‌هد
از سال 1989 تا 2000، هولتزمن به عنوان گیتاریست، خواننده و ترانه‌سرا با گروه دیزل‌هد ، یک گروه راک مستقر در سانفرانسیسکو مشغول همکاری بود. 

## دنگ فیور
هولتزمن در سال ۲۰۰۱ به همراه برادرش، ایتن، گروه موسیقی دنگ فیور را تشکیل داد. ایتن در دههٔ ۱۹۹۰ به راک و پاپ کامبوجی علاقمند شد و نهایتا سفری نیز به این کشور کرد و در راه بازگشت از آنجا نوارکاست‌‌هایی از این موسیقی خریداری کرد. کمی بعد ایتن متوجه شد که زک نیز به همین موسیقی گوش می‌دهد و این موضوع، ایدهٔ بنیادین تشکیل یک گروه موسیقی بر پایهٔ راک سایکدلیک، سرف، گاراژ و پاپ پیش از خمرهای سرخ کامبوجی بود. 